# Franz Stocher
Franz Stocher (ur. 23 marca 1969 w Wiedniu) – austriacki kolarz torowy i szosowy, sześciokrotny medalista torowych mistrzostw świata.

## Kariera
Pierwszą duża imprezą w karierze Stochera były igrzyska olimpijskie w Seulu w 1988 roku, gdzie zajął 16. miejsce w drużynowym wyścigu na dochodzenie. Cztery lata później, podczas igrzysk olimpijskich w Barcelonie był dziewiąty w wyścigu punktowym. Pierwszy sukces osiągnął na mistrzostwach świata w Palermo, gdzie w wyścigu punktowym był trzeci, ulegając jedynie Szwajcarowi Bruno Risiemu i Duńczykowi Janowi Bo Petersenowi. Kolejny medal zdobył dopiero sześć lat później - na mistrzostwach świata w Manchesterze był ponownie trzeci w wyścigu punktowym, tym razem za Joanem Llanerasem z Hiszpanii i Matthew Gilmorem z Belgii. W międzyczasie wystartował w tej samej konkurencji na igrzyskach olimpijskich w Atlancie w 1996 roku i igrzyskach olimpijskich w Sydney w 2000 roku, ale zajął odpowiednio dwunaste i szóste miejsce. Trzeci brązowy medal w tej konkurencji zdobył na mistrzostwach świata w Antwerpii w 2001 roku, gdzie wyprzedzili go tylko Bruno Risi i Argentyńczyk Juan Curuchet. Podczas rozgrywanych rok później mistrzostw świata w Kopenhadze zdobył srebrne medale w wyścigu punktowym (wygrał Brytyjczyk Chris Newton), a razem z Rolandem Garberem zajął drugie miejsce w madisonie. Swój największy sukces osiągnął na mistrzostwach świata w Stuttgarcie w 2003 roku, zwyciężając w wyścigu punktowym. Stocher startował także na igrzyskach olimpijskich w Atenach w 2004 roku, gdzie był ósmy w madisonie oraz siedemnasty w wyścigu punktowym.